# École nationale supérieure des mines de Saint-Étienne
École nationale supérieure des mines de Saint-Étienne là một trường đại học của Pháp, một trường kỹ thuật lớn, được thành lập năm 1816, có trụ sở tại Saint-Étienne. Trong số các mục tiêu mà trường đặt ra là hỗ trợ sự phát triển của sinh viên và các công ty thông qua một loạt các khóa học và lĩnh vực nghiên cứu, từ đào tạo ban đầu các kỹ sư tổng hợp ingénieurs civils des mines đến giảng dạy tiến sĩ; từ khoa học vật liệu đến vi điện tử chuyển qua kỹ thuật quy trình, cơ khí, môi trường, kỹ thuật dân dụng, tài chính, công nghệ thông tin và kỹ thuật y tế.
Trường được thành lập vào ngày 2 tháng 8 năm 1816, theo lệnh của Louis XVIII.

## Sinh viên tốt nghiệp nổi tiếng
- Henri Fayol, một tác giả, kỹ sư, chủ khai thác
- Hakima El Haite, một nhà khoa học, doanh nhân và chính trị gia người Maroc